# Wei Jingsheng
Wei Jingsheng, född 20 maj 1950 i Peking, är en kinesisk aktivist för demokrati och mänskliga rättigheter i Kina. Han blev känd när han i slutet av 1978 på en väggtidning i Peking krävde "den femte moderniseringen", demokrati.

## Ungdom och aktivism under kulturrevolutionen
Wei Jingsheng härstammar från Jinzhai i Anhui-provinsen. Weis föräldrar gick tidigt med i Kinas kommunistiska parti och han växte upp som en relativt privilegierad medlem i partieliten. tillhörde en framstående kaderfamilj. Under kampanjen mot högerelement i slutet på 1950-talet förföljdes Weis far, men han rehabiliterades redan 1961. När Wei gick ut gymnasiet 1966 bröt kulturrevolutionen ut och de flesta skolor i landet stängdes. Han blev snart rödgardist och reste runt i Kina för att sprida revolutionen i landet. Wei upptäckte då hur fattigt Kina fortfarande var och började omvärdera sin politiska uppfattning. För att undvika att bli sänd till landsbygden tog Wei värvning i Folkets befrielsearmé, Wei stannade i armén fram till 1973, då han blev tilldelad arbete som elektriker vid Pekings zoo.
I början på 1970-talet var Wei en kort tid förlovad med den tibetanske kommunisten Phünwangs dotter, Pengnyi, men förlovningen slogs upp på grund av invändningar från både Weis och fästmöns familj. Den avbrutna förlovningen med Pengyi gjorde att Wei fick upp ögonen för motsättningarna mellan hankineser och tibetaner och han övervägde en tid att studera tibetansk historia.

## Wei som demokratiaktivist
Wei Jingsheng kom i rampljuset i tövädret efter Maos död, då många intellektuella publicerade väggtidningar på en mur i västra Peking, som kallades "Demokratimuren". 5 december 1978 klistrade Wei upp en väggtidning under titeln "Den femte moderniseringen: demokrati och annat", där han krävde att den kinesiska regeringen skulle komplettera de fyra moderniseringarna med demokratiska reformer. Wei avslöjade också Qingchengfängelsets existens i en essä kallad "1900-talets bastiljen", där han bland annat använde uppgifter från Phünwang som tidigare suttit fången där. Våren 1979 skärpte han sin kritik av den kinesiska regeringen och kallade bland annat Deng Xiaoping för en "diktator".
Wei arresterades den 29 mars 1979 för att ha "läckt statshemligheter" till utländska journalister och dömdes till 15 års fängelse. De första åren tillbringade han i isoleringscell i Peking och sedan i Qingchengfängelset norr om huvudstaden. 1984 fördes han till det isolerade arbetslägret Tanggemu (tibetanska: Tang Karma) i västra Kina. Där förblev han till 1989 tills han flyttades till en saltfabrik i Tangshan nära Peking.

## Liv i exil
Efter närmare 18 år i fängelse släpptes Wei 1997, officiellt av medicinska skäl, och tvingades sedan gå i exil i USA varifrån han fortsatt sin politiska kamp. Han har mottagit ett stort antal priser och utmärkelser, däribland Olof Palmepriset 1994 och Sacharovpriset 1996.

## Priser och utmärkelser
- Olof Palmepriset 1994
- Sacharovpriset 1996